# Abierto Mexicano de Tenis 2003 - Qualificazioni singolare maschile
Le qualificazioni del singolare maschile dell'Abierto Mexicano de Tenis 2003 sono state un torneo di tennis preliminare per accedere alla fase finale della manifestazione. I vincitori dell'ultimo turno sono entrati di diritto nel tabellone principale. In caso di ritiro di uno o più giocatori aventi diritto a questi sono subentrati i lucky loser, ossia i giocatori che hanno perso nell'ultimo turno ma che avevano una classifica più alta rispetto agli altri partecipanti che avevano comunque perso nel turno finale.
Le qualificazioni del torneo prevedevano 16 partecipanti di cui 4 sono entrati nel tabellone principale.

## Teste di serie
1. Joan Balcells (primo turno)
2. Andrea Gaudenzi (primo turno)
3. Giorgio Galimberti (primo turno)
4. Ricardo Mello (ultimo turno)

1. Alex Bogomolov Jr. (primo turno)
2. Rubén Ramírez Hidalgo (Qualificato)
3. Iván Miranda (Qualificato)
4. Filippo Volandri (Qualificato)

## Qualificati
1. Nicolas Coutelot
2. Iván Miranda

1. Rubén Ramírez Hidalgo
2. Filippo Volandri

## Tabellone

### Legenda
| - Q = Qualificato - WC = Wild card - LL = Lucky loser | - ALT = Alternate - SE = Special Exempt - PR = Protected Ranking | - w/o = Walkover - r = Ritirato - d = Squalificato |

### Sezione 1
|  | Primo turno | Primo turno        | Primo turno        | Primo turno | Primo turno |  |  | Ultimo turno     | Ultimo turno     | Ultimo turno | Ultimo turno | Ultimo turno |  |
|  |             |                    |                    |             |             |  |  |                  |                  |              |              |              |  |
|  |             | Nicolas Coutelot   | 2                  | 6           | 6           |  |  |                  |                  |              |              |              |  |
|  | 1           | Joan Balcells      | 6                  | 4           | 3           |  |  | Nicolas Coutelot | Nicolas Coutelot | 7            | 5            | 6            |  |
|  |             | Jacobo Diaz-Ruiz   | Jacobo Diaz-Ruiz   | 7           | 6           |  |  | Jacobo Diaz-Ruiz | Jacobo Diaz-Ruiz | 62           | 7            | 2            |  |
|  | 5           | Alex Bogomolov Jr. | Alex Bogomolov Jr. | 68          | 1           |  |  |                  |                  |              |              |              |  |

### Sezione 2
|  | Primo turno | Primo turno       | Primo turno       | Primo turno | Primo turno |  |  | Ultimo turno | Ultimo turno      | Ultimo turno | Ultimo turno | Ultimo turno |  |
|  |             |                   |                   |             |             |  |  |              |                   |              |              |              |  |
|  |             | Giovanni Lapentti | Giovanni Lapentti | 6           | 7           |  |  |              |                   |              |              |              |  |
|  | 2           | Andrea Gaudenzi   | Andrea Gaudenzi   | 0           | 62          |  |  |              | Giovanni Lapentti | 6            | 3            | 64           |  |
|  | 7           | Iván Miranda      | Iván Miranda      | 6           | 6           |  |  | 7            | Iván Miranda      | 2            | 6            | 7            |  |
|  |             | Johnny Hamui      | Johnny Hamui      | 3           | 1           |  |  |              |                   |              |              |              |  |

### Sezione 3
|  | Primo turno | Primo turno           | Primo turno | Primo turno | Primo turno |  |  | Ultimo turno | Ultimo turno          | Ultimo turno          | Ultimo turno | Ultimo turno |  |
|  |             |                       |             |             |             |  |  |              |                       |                       |              |              |  |
|  |             | Juan Antonio Marín    | 5           | 6           | 7           |  |  |              |                       |                       |              |              |  |
|  | 3           | Giorgio Galimberti    | 7           | 3           | 64          |  |  |              | Juan Antonio Marín    | Juan Antonio Marín    | 3            | 4            |  |
|  | 6           | Rubén Ramírez Hidalgo | 6           | 65          | 6           |  |  | 6            | Rubén Ramírez Hidalgo | Rubén Ramírez Hidalgo | 6            | 6            |  |
|  |             | Mario Radić           | 4           | 7           | 2           |  |  |              |                       |                       |              |              |  |

### Sezione 4
|  | Primo turno | Primo turno        | Primo turno        | Primo turno | Primo turno |  |  | Ultimo turno | Ultimo turno     | Ultimo turno     | Ultimo turno | Ultimo turno |  |
|  |             |                    |                    |             |             |  |  |              |                  |                  |              |              |  |
|  | 4           | Ricardo Mello      | Ricardo Mello      | 6           | 6           |  |  |              |                  |                  |              |              |  |
|  |             | Luis-Manuel Flores | Luis-Manuel Flores | 2           | 4           |  |  | 4            | Ricardo Mello    | Ricardo Mello    | 4            | 3            |  |
|  | 8           | Filippo Volandri   | 4                  | 6           | 7           |  |  | 8            | Filippo Volandri | Filippo Volandri | 6            | 6            |  |
|  |             | Juan Giner         | 6                  | 0           | 5           |  |  |              |                  |                  |              |              |  |